# Alistilus
Genre
Alistilus est un genre de plantes à fleurs dicotylédones de la famille des Fabaceae, sous-famille des Faboideae, originaire d'Afrique australe et de Madagascar, qui comprend trois espèces acceptées.

## Liste d'espèces
Selon Catalogue of Life (23 octobre 2018) :
- Alistilus bechuanicus N.E.Br.
- Alistilus jumellei (R.Vig.) Verdc.
- Alistilus magnificus Verdc.